# Stadionul Orășenesc (Bălți)
Stadionul Orășenesc generalmente llamado Estadio Olimpia Bălți, es un estadio de usos múltiples en Bălți, Moldavia. Actualmente se utiliza principalmente para partidos de fútbol y es el estadio del FC Bălți. El estadio tiene capacidad para 5.953 personas.